# Framatome
Framatome (фр. вимова: [fʁamatɔm]) — французька компанія, що займається розробкою та виробництвом ядерних реакторів, обладнанням для атомних електростанцій. Належить Électricité de France (EDF) (75,5%), Mitsubishi Heavy Industries (19,5%) і Assystem (5%).
Вперше компанія була створена в 1958 році для ліцензування проектів реакторів з водою під тиском (PWR) Westinghouse для використання у Франції. Подібні угоди були укладені з іншими європейськими країнами, і це призвело до укладення контракту 1962 року на повний завод у Chooz . У 1976 році Westinghouse продала свою частку інженерній фірмі Creusot-Loire, і компанія стала виключно французькою власністю.
У 2001 році Siemens продав свій реакторний бізнес Framatome. У рамках більшої серії злиттів з Cogema та Technicatome Framatome став підрозділом Areva NP нової Areva. У 2018 році компанія змінила свою назву на Framatome після великих інвестицій компанії EDF.

## Історія
Framatome була заснована в 1958 році декількома компаніями французького промислового гіганта Schneider Group разом з Empain, Merlin Gérin і американською Westinghouse, щоб отримати ліцензію на технологію водно-водяних ядерних реакторів (PWR) Westinghouse і розробити заявку на АЕС Шо (у Франції). Початкова компанія під назвою Franco-Américaine de Constructions Atomiques (Framatome) складалася з чотирьох інженерів, по одному від кожної з материнських компаній.
Початкова місія компанії полягала в тому, щоб діяти як фірма з ядерної інженерії та розробити атомну електростанцію, яка мала б бути ідентичною існуючим специфікаціям продукції Westinghouse. Перший європейський завод за проектом Westinghouse на той час вже будувався в Італії. У вересні 1961 року було підписано офіційний контракт з Framatome на поставку системи  під ключ», тобто не тільки реактора, але й цілої, готової до використання системи трубопроводів, кабелів, опор та інших допоміжних систем, які рухали Framatome від атомної інженерної фірми промисловому підряднику.
2024 року стало відомо, що Framatome співпрацює з Росатомом над створенням ядерного палива, обходячи мізнародні санкції проти Росії за війну проти України.